# Меджліс Туркменістану

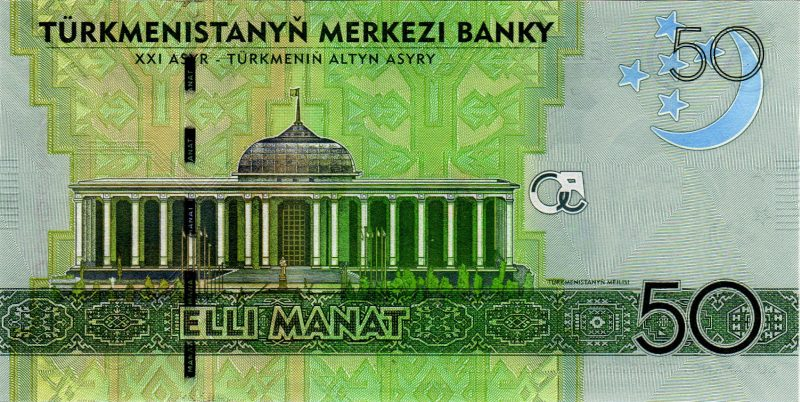
Зображення Меджлісу Туркменістану знаходиться на зворотньому боці купюр в 50 манат зразка 2009 року

Меджліс Туркменістану (туркм. Türkmenistanyň Mejlisi) — вищий представницький орган Туркменістану, який здійснює законодавчу владу. З 1993 року розташовувався в будівлі Ради Міністрів Туркменської РСР в Ашхабаді. З 2008 року розташовується в новій будівлі на проспекті Гарашсизлик.

## Історія
У 2003 році повноваження Меджлісу були обмежені на користь Народної ради Туркменістану, причому Меджліс міг бути розпущений за рішенням очолюваної президентом Народної ради.
У 2008 році після прийняття нової Конституції президент Туркменістану Гурбангулі Бєрдимухамєдов відновив повноваження Меджлісу як однопалатного національного парламенту.

## Спікери
12 листопада 2002 головою парламенту Туркменістану був обраний Овезгельді Атаєв, змінивши на цій посаді Тагандурді Халлієва, що пішов на пенсію. Спікером Меджлісу з грудня 2006 є Акджа Нурбердиєва.
Заступник Голови Меджлісу Туркменістану — Байрамова Курбангулі Гельдіївна.

## Комітети
- Комітет з захисту прав і свобод людини, голова — Тайлієв Атамірат Баймірадович
- Комітет з законодавства та його норм, голова — Худайназаров Пірназар
- Комітет з економічних питань, голова — Шеріпов Елдаш Халліевич
- Комітет з соціальної політики, голова — Атаєва Сульгун Джумагелдіївна
- Комітет з науки, освіти, культури та молодіжної політики, голова — Гелдініязов Мамметмірат
- Комітет з охорони навколишнього середовища, природокористування та агропромислового комплексу, голова — Мередов Реджепгелді Язджумаєвич
- Комітет з міжнародних та міжпарламентських зв'язків, голова — Бяшімов Атаджан
- Комітет з роботи з органами місцевої представницької влади та самоврядування, голова — Чарієв Ахмет Амангелдіевич[3]